# Merry Christmas Everyone
Merry Christmas Everyone is een kerstlied uit 1985 van de rock-'n-roll artiest Shakin' Stevens uit Wales. Op 26 november van dat jaar werd het nummer op single uitgebracht.

## Achtergrond
Het lied is geschreven door Bob Heatlie en geproduceerd door Dave Edmunds. In Stevens' thuisland het Verenigd Koninkrijk was het zijn vierde en laatste nummer #1-hit. Oorspronkelijk zou Merry Christmas Everyone uitgebracht worden in 1984, maar dat werd uitgesteld omdat in datzelfde jaar Do They Know It's Christmas werd uitgebracht door Band Aid. Met kerst 1985 kreeg Merry Christmas Everyone in thuisland het Verenigd Koninkrijk een nummer #1 hitnotering in de UK Singles Chart.
Ondanks dat in Nederland de plaat rond kerst 1985 regelmatig werd gedraaid op Radio 3, bereikte de plaat de destijds twee hitlijsten op de nationale publieke popzender (de Nederlandse Top 40 en de Nationale Hitparade) niet. Wél stond de plaat genoteerd in de Europese hitlijst op Radio 3, de TROS Europarade, waarin de plaat de 11e positie bereikte. 
Toch zijn er vele mensen in Nederland die deze plaat kennen, anders zou deze niet elk jaar in de Kerst Top 50 van Sky Radio en sinds 2019 ook NPO Radio 2 verschijnen en in de kerstperiode veelvuldig gedraaid worden op o.a.  NPO 3FM, NPO Radio 5, NPO FunX, Radio 10, Radio 538, Radio Veronica en Qmusic. In Nederland is deze plaat onder andere gecoverd door Ron Brandsteder ((V)rij Voorzichtig), Frank Smeekens (Kleine Dingen) en Bouke.
In België bereikte de plaat met kerst 1985 de 10e positie in de voorloper van de Vlaamse Ultratop 50 en de 14e positie in de Vlaamse Radio 2 Top 30. In Wallonië werd géén notering behaald.
In 2007 verschijnt Merry Christmas Everyone in thuisland het Verenigd Koninkrijk wederom in de UK Singles Chart en komt dan tot de 22e positie. Op 26 november 2021 werd in Stevens'  thuisland het Verenigd Koninkrijk een speciale 12 inch maxiversie van de kerstplaat op vinyl uitgebracht.

## Hitnoteringen

### Nederlandse Single Top 100
| Hitnotering (week 1): 28-12-2013 Hitnotering (week 2): 27-12-2014 Hitnotering (week 3 t/m 5): 19-12-2015 t/m 02-01-2016 Hitnotering (week 6 t/m 7): 24-12-2016 t/m 31-12-2016 Hitnotering (week 8): 30-12-2017 Hitnotering (week 9): 29-12-2018 Hitnotering (week 10): 28-12-2019 Hitnotering (week 11 t/m 13): 19-12-2020 t/m 02-01-2021 Hitnotering (week 14 t/m 17): 11-12-2021 t/m 01-01-2022 Hitnotering (week 18 t/m 22): 03-12-2022 t/m 31-12-2022 Hitnotering (week 23 t/m 27): 02-12-2023 t/m 30-12-2023 | Hitnotering (week 1): 28-12-2013 Hitnotering (week 2): 27-12-2014 Hitnotering (week 3 t/m 5): 19-12-2015 t/m 02-01-2016 Hitnotering (week 6 t/m 7): 24-12-2016 t/m 31-12-2016 Hitnotering (week 8): 30-12-2017 Hitnotering (week 9): 29-12-2018 Hitnotering (week 10): 28-12-2019 Hitnotering (week 11 t/m 13): 19-12-2020 t/m 02-01-2021 Hitnotering (week 14 t/m 17): 11-12-2021 t/m 01-01-2022 Hitnotering (week 18 t/m 22): 03-12-2022 t/m 31-12-2022 Hitnotering (week 23 t/m 27): 02-12-2023 t/m 30-12-2023 | Hitnotering (week 1): 28-12-2013 Hitnotering (week 2): 27-12-2014 Hitnotering (week 3 t/m 5): 19-12-2015 t/m 02-01-2016 Hitnotering (week 6 t/m 7): 24-12-2016 t/m 31-12-2016 Hitnotering (week 8): 30-12-2017 Hitnotering (week 9): 29-12-2018 Hitnotering (week 10): 28-12-2019 Hitnotering (week 11 t/m 13): 19-12-2020 t/m 02-01-2021 Hitnotering (week 14 t/m 17): 11-12-2021 t/m 01-01-2022 Hitnotering (week 18 t/m 22): 03-12-2022 t/m 31-12-2022 Hitnotering (week 23 t/m 27): 02-12-2023 t/m 30-12-2023 | Hitnotering (week 1): 28-12-2013 Hitnotering (week 2): 27-12-2014 Hitnotering (week 3 t/m 5): 19-12-2015 t/m 02-01-2016 Hitnotering (week 6 t/m 7): 24-12-2016 t/m 31-12-2016 Hitnotering (week 8): 30-12-2017 Hitnotering (week 9): 29-12-2018 Hitnotering (week 10): 28-12-2019 Hitnotering (week 11 t/m 13): 19-12-2020 t/m 02-01-2021 Hitnotering (week 14 t/m 17): 11-12-2021 t/m 01-01-2022 Hitnotering (week 18 t/m 22): 03-12-2022 t/m 31-12-2022 Hitnotering (week 23 t/m 27): 02-12-2023 t/m 30-12-2023 | Hitnotering (week 1): 28-12-2013 Hitnotering (week 2): 27-12-2014 Hitnotering (week 3 t/m 5): 19-12-2015 t/m 02-01-2016 Hitnotering (week 6 t/m 7): 24-12-2016 t/m 31-12-2016 Hitnotering (week 8): 30-12-2017 Hitnotering (week 9): 29-12-2018 Hitnotering (week 10): 28-12-2019 Hitnotering (week 11 t/m 13): 19-12-2020 t/m 02-01-2021 Hitnotering (week 14 t/m 17): 11-12-2021 t/m 01-01-2022 Hitnotering (week 18 t/m 22): 03-12-2022 t/m 31-12-2022 Hitnotering (week 23 t/m 27): 02-12-2023 t/m 30-12-2023 | Hitnotering (week 1): 28-12-2013 Hitnotering (week 2): 27-12-2014 Hitnotering (week 3 t/m 5): 19-12-2015 t/m 02-01-2016 Hitnotering (week 6 t/m 7): 24-12-2016 t/m 31-12-2016 Hitnotering (week 8): 30-12-2017 Hitnotering (week 9): 29-12-2018 Hitnotering (week 10): 28-12-2019 Hitnotering (week 11 t/m 13): 19-12-2020 t/m 02-01-2021 Hitnotering (week 14 t/m 17): 11-12-2021 t/m 01-01-2022 Hitnotering (week 18 t/m 22): 03-12-2022 t/m 31-12-2022 Hitnotering (week 23 t/m 27): 02-12-2023 t/m 30-12-2023 | Hitnotering (week 1): 28-12-2013 Hitnotering (week 2): 27-12-2014 Hitnotering (week 3 t/m 5): 19-12-2015 t/m 02-01-2016 Hitnotering (week 6 t/m 7): 24-12-2016 t/m 31-12-2016 Hitnotering (week 8): 30-12-2017 Hitnotering (week 9): 29-12-2018 Hitnotering (week 10): 28-12-2019 Hitnotering (week 11 t/m 13): 19-12-2020 t/m 02-01-2021 Hitnotering (week 14 t/m 17): 11-12-2021 t/m 01-01-2022 Hitnotering (week 18 t/m 22): 03-12-2022 t/m 31-12-2022 Hitnotering (week 23 t/m 27): 02-12-2023 t/m 30-12-2023 | Hitnotering (week 1): 28-12-2013 Hitnotering (week 2): 27-12-2014 Hitnotering (week 3 t/m 5): 19-12-2015 t/m 02-01-2016 Hitnotering (week 6 t/m 7): 24-12-2016 t/m 31-12-2016 Hitnotering (week 8): 30-12-2017 Hitnotering (week 9): 29-12-2018 Hitnotering (week 10): 28-12-2019 Hitnotering (week 11 t/m 13): 19-12-2020 t/m 02-01-2021 Hitnotering (week 14 t/m 17): 11-12-2021 t/m 01-01-2022 Hitnotering (week 18 t/m 22): 03-12-2022 t/m 31-12-2022 Hitnotering (week 23 t/m 27): 02-12-2023 t/m 30-12-2023 | Hitnotering (week 1): 28-12-2013 Hitnotering (week 2): 27-12-2014 Hitnotering (week 3 t/m 5): 19-12-2015 t/m 02-01-2016 Hitnotering (week 6 t/m 7): 24-12-2016 t/m 31-12-2016 Hitnotering (week 8): 30-12-2017 Hitnotering (week 9): 29-12-2018 Hitnotering (week 10): 28-12-2019 Hitnotering (week 11 t/m 13): 19-12-2020 t/m 02-01-2021 Hitnotering (week 14 t/m 17): 11-12-2021 t/m 01-01-2022 Hitnotering (week 18 t/m 22): 03-12-2022 t/m 31-12-2022 Hitnotering (week 23 t/m 27): 02-12-2023 t/m 30-12-2023 | Hitnotering (week 1): 28-12-2013 Hitnotering (week 2): 27-12-2014 Hitnotering (week 3 t/m 5): 19-12-2015 t/m 02-01-2016 Hitnotering (week 6 t/m 7): 24-12-2016 t/m 31-12-2016 Hitnotering (week 8): 30-12-2017 Hitnotering (week 9): 29-12-2018 Hitnotering (week 10): 28-12-2019 Hitnotering (week 11 t/m 13): 19-12-2020 t/m 02-01-2021 Hitnotering (week 14 t/m 17): 11-12-2021 t/m 01-01-2022 Hitnotering (week 18 t/m 22): 03-12-2022 t/m 31-12-2022 Hitnotering (week 23 t/m 27): 02-12-2023 t/m 30-12-2023 | Hitnotering (week 1): 28-12-2013 Hitnotering (week 2): 27-12-2014 Hitnotering (week 3 t/m 5): 19-12-2015 t/m 02-01-2016 Hitnotering (week 6 t/m 7): 24-12-2016 t/m 31-12-2016 Hitnotering (week 8): 30-12-2017 Hitnotering (week 9): 29-12-2018 Hitnotering (week 10): 28-12-2019 Hitnotering (week 11 t/m 13): 19-12-2020 t/m 02-01-2021 Hitnotering (week 14 t/m 17): 11-12-2021 t/m 01-01-2022 Hitnotering (week 18 t/m 22): 03-12-2022 t/m 31-12-2022 Hitnotering (week 23 t/m 27): 02-12-2023 t/m 30-12-2023 | Hitnotering (week 1): 28-12-2013 Hitnotering (week 2): 27-12-2014 Hitnotering (week 3 t/m 5): 19-12-2015 t/m 02-01-2016 Hitnotering (week 6 t/m 7): 24-12-2016 t/m 31-12-2016 Hitnotering (week 8): 30-12-2017 Hitnotering (week 9): 29-12-2018 Hitnotering (week 10): 28-12-2019 Hitnotering (week 11 t/m 13): 19-12-2020 t/m 02-01-2021 Hitnotering (week 14 t/m 17): 11-12-2021 t/m 01-01-2022 Hitnotering (week 18 t/m 22): 03-12-2022 t/m 31-12-2022 Hitnotering (week 23 t/m 27): 02-12-2023 t/m 30-12-2023 | Hitnotering (week 1): 28-12-2013 Hitnotering (week 2): 27-12-2014 Hitnotering (week 3 t/m 5): 19-12-2015 t/m 02-01-2016 Hitnotering (week 6 t/m 7): 24-12-2016 t/m 31-12-2016 Hitnotering (week 8): 30-12-2017 Hitnotering (week 9): 29-12-2018 Hitnotering (week 10): 28-12-2019 Hitnotering (week 11 t/m 13): 19-12-2020 t/m 02-01-2021 Hitnotering (week 14 t/m 17): 11-12-2021 t/m 01-01-2022 Hitnotering (week 18 t/m 22): 03-12-2022 t/m 31-12-2022 Hitnotering (week 23 t/m 27): 02-12-2023 t/m 30-12-2023 | Hitnotering (week 1): 28-12-2013 Hitnotering (week 2): 27-12-2014 Hitnotering (week 3 t/m 5): 19-12-2015 t/m 02-01-2016 Hitnotering (week 6 t/m 7): 24-12-2016 t/m 31-12-2016 Hitnotering (week 8): 30-12-2017 Hitnotering (week 9): 29-12-2018 Hitnotering (week 10): 28-12-2019 Hitnotering (week 11 t/m 13): 19-12-2020 t/m 02-01-2021 Hitnotering (week 14 t/m 17): 11-12-2021 t/m 01-01-2022 Hitnotering (week 18 t/m 22): 03-12-2022 t/m 31-12-2022 Hitnotering (week 23 t/m 27): 02-12-2023 t/m 30-12-2023 | Hitnotering (week 1): 28-12-2013 Hitnotering (week 2): 27-12-2014 Hitnotering (week 3 t/m 5): 19-12-2015 t/m 02-01-2016 Hitnotering (week 6 t/m 7): 24-12-2016 t/m 31-12-2016 Hitnotering (week 8): 30-12-2017 Hitnotering (week 9): 29-12-2018 Hitnotering (week 10): 28-12-2019 Hitnotering (week 11 t/m 13): 19-12-2020 t/m 02-01-2021 Hitnotering (week 14 t/m 17): 11-12-2021 t/m 01-01-2022 Hitnotering (week 18 t/m 22): 03-12-2022 t/m 31-12-2022 Hitnotering (week 23 t/m 27): 02-12-2023 t/m 30-12-2023 | Hitnotering (week 1): 28-12-2013 Hitnotering (week 2): 27-12-2014 Hitnotering (week 3 t/m 5): 19-12-2015 t/m 02-01-2016 Hitnotering (week 6 t/m 7): 24-12-2016 t/m 31-12-2016 Hitnotering (week 8): 30-12-2017 Hitnotering (week 9): 29-12-2018 Hitnotering (week 10): 28-12-2019 Hitnotering (week 11 t/m 13): 19-12-2020 t/m 02-01-2021 Hitnotering (week 14 t/m 17): 11-12-2021 t/m 01-01-2022 Hitnotering (week 18 t/m 22): 03-12-2022 t/m 31-12-2022 Hitnotering (week 23 t/m 27): 02-12-2023 t/m 30-12-2023 | Hitnotering (week 1): 28-12-2013 Hitnotering (week 2): 27-12-2014 Hitnotering (week 3 t/m 5): 19-12-2015 t/m 02-01-2016 Hitnotering (week 6 t/m 7): 24-12-2016 t/m 31-12-2016 Hitnotering (week 8): 30-12-2017 Hitnotering (week 9): 29-12-2018 Hitnotering (week 10): 28-12-2019 Hitnotering (week 11 t/m 13): 19-12-2020 t/m 02-01-2021 Hitnotering (week 14 t/m 17): 11-12-2021 t/m 01-01-2022 Hitnotering (week 18 t/m 22): 03-12-2022 t/m 31-12-2022 Hitnotering (week 23 t/m 27): 02-12-2023 t/m 30-12-2023 | Hitnotering (week 1): 28-12-2013 Hitnotering (week 2): 27-12-2014 Hitnotering (week 3 t/m 5): 19-12-2015 t/m 02-01-2016 Hitnotering (week 6 t/m 7): 24-12-2016 t/m 31-12-2016 Hitnotering (week 8): 30-12-2017 Hitnotering (week 9): 29-12-2018 Hitnotering (week 10): 28-12-2019 Hitnotering (week 11 t/m 13): 19-12-2020 t/m 02-01-2021 Hitnotering (week 14 t/m 17): 11-12-2021 t/m 01-01-2022 Hitnotering (week 18 t/m 22): 03-12-2022 t/m 31-12-2022 Hitnotering (week 23 t/m 27): 02-12-2023 t/m 30-12-2023 | Hitnotering (week 1): 28-12-2013 Hitnotering (week 2): 27-12-2014 Hitnotering (week 3 t/m 5): 19-12-2015 t/m 02-01-2016 Hitnotering (week 6 t/m 7): 24-12-2016 t/m 31-12-2016 Hitnotering (week 8): 30-12-2017 Hitnotering (week 9): 29-12-2018 Hitnotering (week 10): 28-12-2019 Hitnotering (week 11 t/m 13): 19-12-2020 t/m 02-01-2021 Hitnotering (week 14 t/m 17): 11-12-2021 t/m 01-01-2022 Hitnotering (week 18 t/m 22): 03-12-2022 t/m 31-12-2022 Hitnotering (week 23 t/m 27): 02-12-2023 t/m 30-12-2023 | Hitnotering (week 1): 28-12-2013 Hitnotering (week 2): 27-12-2014 Hitnotering (week 3 t/m 5): 19-12-2015 t/m 02-01-2016 Hitnotering (week 6 t/m 7): 24-12-2016 t/m 31-12-2016 Hitnotering (week 8): 30-12-2017 Hitnotering (week 9): 29-12-2018 Hitnotering (week 10): 28-12-2019 Hitnotering (week 11 t/m 13): 19-12-2020 t/m 02-01-2021 Hitnotering (week 14 t/m 17): 11-12-2021 t/m 01-01-2022 Hitnotering (week 18 t/m 22): 03-12-2022 t/m 31-12-2022 Hitnotering (week 23 t/m 27): 02-12-2023 t/m 30-12-2023 |
| Week: | 1 | | 2 | | 3 | 4 | 5 | | 6 | 7 | | 8 | | 9 | | 10 | | 11 | 12 |
| --- | --- | --- | --- | --- | --- | --- | --- | --- | --- | --- | --- | --- | --- | --- | --- | --- | --- | --- | --- |
| Positie: | 86 | uit | 95 | uit | 90 | 74 | 62 | uit | 79 | 46 | uit | 85 | uit | 58 | uit | 57 | uit | 95 | 83 |
| Week: | 13 | | 14 | 15 | 16 | 17 | | 18 | 19 | 20 | 21 | 22 | | 23 | 24 | 25 | 26 | 27 | |
| Positie: | 48 | uit | 73 | 52 | 47 | 25 | uit | 83 | 35 | 23 | 21 | 16 | uit | 71 | 24 | 15 | 15 | 17 | uit |

### Vlaamse Ultratop 50
| Hitnotering (week 1 t/m 4): 28-12-1985 t/m 18-01-1986 Hitnotering (week 5): 31-12-2022 Hitnotering (week 6): 30-12-2023 | Hitnotering (week 1 t/m 4): 28-12-1985 t/m 18-01-1986 Hitnotering (week 5): 31-12-2022 Hitnotering (week 6): 30-12-2023 | Hitnotering (week 1 t/m 4): 28-12-1985 t/m 18-01-1986 Hitnotering (week 5): 31-12-2022 Hitnotering (week 6): 30-12-2023 | Hitnotering (week 1 t/m 4): 28-12-1985 t/m 18-01-1986 Hitnotering (week 5): 31-12-2022 Hitnotering (week 6): 30-12-2023 | Hitnotering (week 1 t/m 4): 28-12-1985 t/m 18-01-1986 Hitnotering (week 5): 31-12-2022 Hitnotering (week 6): 30-12-2023 | Hitnotering (week 1 t/m 4): 28-12-1985 t/m 18-01-1986 Hitnotering (week 5): 31-12-2022 Hitnotering (week 6): 30-12-2023 | Hitnotering (week 1 t/m 4): 28-12-1985 t/m 18-01-1986 Hitnotering (week 5): 31-12-2022 Hitnotering (week 6): 30-12-2023 | Hitnotering (week 1 t/m 4): 28-12-1985 t/m 18-01-1986 Hitnotering (week 5): 31-12-2022 Hitnotering (week 6): 30-12-2023 | Hitnotering (week 1 t/m 4): 28-12-1985 t/m 18-01-1986 Hitnotering (week 5): 31-12-2022 Hitnotering (week 6): 30-12-2023 | Hitnotering (week 1 t/m 4): 28-12-1985 t/m 18-01-1986 Hitnotering (week 5): 31-12-2022 Hitnotering (week 6): 30-12-2023 |
| Week: | 1 | 2 | 3 | 4 | | 5 | | 6 | |
| --- | --- | --- | --- | --- | --- | --- | --- | --- | --- |
| Positie: | 15 | 10 | 21 | 28 | uit | 43 | uit | 41 | uit |

### TROS Europarade
Hitnotering: 26-12-1985 t/m 16-01-1986. Hoogste notering: #11 (1 week).

## Versie Bouke
In 2005 bracht de Nederlandse zanger Bouke het nummer uit en bereikte er een 29 plaats mee in de Nederlandse Single Top 100.

### Hitnotering

#### Nederlandse Single Top 100
| Hitnotering: 10-12-2005 t/m 31-12-2005 | Hitnotering: 10-12-2005 t/m 31-12-2005 | Hitnotering: 10-12-2005 t/m 31-12-2005 | Hitnotering: 10-12-2005 t/m 31-12-2005 | Hitnotering: 10-12-2005 t/m 31-12-2005 | Hitnotering: 10-12-2005 t/m 31-12-2005 |
| Week:                                  | 1                                      | 2                                      | 3                                      | 4                                      |                                        |
| -------------------------------------- | -------------------------------------- | -------------------------------------- | -------------------------------------- | -------------------------------------- | -------------------------------------- |
| Positie:                               | 56                                     | 29                                     | 36                                     | 32                                     | uit                                    |